# Крсте Асановић
Крсте Асановић (17. јун 1965) је амерички информатичар, професор емеритус на Универзитету Калифорније у Берклију и ко-изумитељ рачунарске архитектуре RISC-V.

## Биографија
Асановић је студирао електротехнику и информационе науке на Универзитету у Кембриџу и дипломирао је 1987. Затим се преселио на Универзитет Калифорније у Берклију, где је 1998. докторирао рачунарске науке са тезом о векторским микропроцесорима (мултимедија, VLSI) код Џона Вавжинека и добио титулу доктора наука.
Након тога је уследио рад на Масачусетском институту технологије. Вратио се на Универзитет Калифорније у Берклију 2007. и постао професор на Катедри за електротехнику и рачунарство.
Фокус његовог рада и рада његових сарадника били су интегрисани векторски процесори. 2010. Асановић је развио концепт векторско-нитне архитектуре RISC-V са својим студентима Јунсупом Лијем и Ендруом Вотерманом, уз учешће Дејвида А. Патерсона.
За разлику од других рачунарских архитектура, као што су оне од Intel-а или ARM-а, они су објавили изворни код RISC-V (као такозвани софтвер отвореног кода). Ова новија рачунарска архитектура има карактеристике које повећавају брзину рачунарства, а истовремено смањују трошкове и потрошњу енергије.

## Награде
- Награда за рани развој каријере наставника NSF-а 2001.[5]
- Награда ACM-а за истакнуте научнике за 2011.[6]
- Чланство IEEE-а за допринос рачунарској архитектури 2014.[7]
- Чланство ACM-а за допринос рачунарској архитектури, укључујући отворени RISC-V скуп инструкција и агилни хардвер 2018.[8]

## Остале активности
- Асановић је 2015. основао SiFive, компанију која развија интегрисана кола заснована на Risc-V у Сан Франциску, заједно са оригиналним проналазачима.[9]
- Стандард Risc-V даље развија Risc-V International, тело за стандардизацију са седиштем у Цириху од 2020. Асановић је њен председник. Чланови укључују индустријске компаније Intel, Google, Qualcomm, Seagate, Alibaba, Huawei и Tencent.[2]